# 布魯斯鎮區 (明尼蘇達州托德縣)
布魯斯鎮區（英語：Bruce Township）是位於美國明尼蘇達州托德縣的一個行政鎮區。

## 地方資料
布魯斯鎮區的面積為93.40平方千米，當中陸地面積為91.32平方千米，而水域面積為2.07平方千米。根據2020年美國人口普查的數據，當地共有人口479人，而人口密度為每平方千米5.13人。